# Schleiden (Renânia do Norte-Vestfália)
Schleiden é uma cidade da Alemanha, localizado no distrito de  Euskirchen, Renânia do Norte-Vestfália.